# P.C.R. Messina 1997-1998
La stagione 1997-1998 della P.C.R. Messina è stata la quarta in cui ha preso parte alla massima serie nazionale del campionato italiano femminile di pallacanestro.
La società messinese è arrivata 9ª in Serie A1 e si è salvata ai play-out.

## Verdetti stagionali
Competizioni nazionali
- Serie A1:

stagione regolare: 9º posto su 14 squadre (7-15).
play-out: salva al primo turno (2-0).
Competizioni internazionali
- Coppa Ronchetti:

eliminata al preliminare (1-3)

## Rosa
| Giocatori |
| --------- |

| N° | Naz.                   | Ruolo | Sportivo                      | Anno | Alt. |  |
| -- | ---------------------- | ----- | ----------------------------- | ---- | ---- |  |
|    | Italia (bandiera)      | P     | Angela Adamoli                | 1972 | 178  |  |
|    | Italia (bandiera)      | P     | Elisabetta Moro               | 1975 | 170  |  |
|    | Italia (bandiera)      | G     | Cristina Correnti             | 1972 | 178  |  |
|    | Italia (bandiera)      | C     | Cristiana Federighi           | 1976 | 180  |  |
|    | Brasile (bandiera)     | C     | Alessandra Santos de Oliveira | 1973 | 196  |  |
|    | Stati Uniti (bandiera) |       | Toni Gross                    | 1974 | 188  |  |
|    | Italia (bandiera)      | A     | Elisabetta Pasini             | 1967 | 180  |  |
|    | Italia (bandiera)      | P     | Adalgisa Impastato            | 1974 | 178  |  |
|    | Stati Uniti (bandiera) | AC    | Alexis Proffitt               | 1975 | 188  |  |
|    | Italia (bandiera)      | G     | Viviana Maglia                | 1975 | 175  |  |
|    | Italia (bandiera)      | P     | Alessandra Magazzù            | 1982 | 164  |  |
|    | Italia (bandiera)      | P     | Stefania Bernava              | 1980 | 174  |  |

| Cestiste nel roster della Coppa Ronchetti |
| ----------------------------------------- |

| N° | Naz.              | Ruolo | Sportivo           | Anno | Alt. |  |
| -- | ----------------- | ----- | ------------------ | ---- | ---- |  |
|    | Italia (bandiera) |       | Angela Davì        | 1984 |      |  |
|    | Italia (bandiera) |       | Cettina Quartarone | 1980 |      |  |
|    | Canada (bandiera) | A     | Andrea Constand    | 1973 | 183  |  |

## Statistiche
| Giocatrice | Gare | Punti | Minuti | Tiri da due | Tiri da due | Tiri da due | Tiri da tre | Tiri da tre | Tiri da tre | Tiri liberi | Tiri liberi | Tiri liberi | Rimbalzi | Rimbalzi | Palle | Palle | Assist | Val. |
| Giocatrice | Gare | Punti | Minuti | R           | T           | %           | R           | T           | %           | R           | T           | %           | O        | D        | P     | R     | Assist | Val. |
| ---------- | ---- | ----- | ------ | ----------- | ----------- | ----------- | ----------- | ----------- | ----------- | ----------- | ----------- | ----------- | -------- | -------- | ----- | ----- | ------ | ---- |
| Adamoli    | 24   | 274   | 854    | 84          | 173         | 48,6        | 20          | 47          | 42,6        | 46          | 73          | 63,0        | 11       | 49       | 68    | 29    | 19     | 171  |
| Moro       | 23   | 250   | 738    | 58          | 103         | 56,3        | 30          | 68          | 44,1        | 44          | 67          | 65,7        | 9        | 69       | 38    | 57    | 17     | 258  |
| Correnti   | 17   | 196   | 551    | 43          | 96          | 44,8        | 27          | 67          | 40,3        | 29          | 47          | 61,7        | 10       | 43       | 34    | 26    | 4      | 134  |
| Federighi  | 24   | 179   | 691    | 64          | 140         | 45,7        | 1           | 2           | 50,0        | 48          | 65          | 73,8        | 28       | 92       | 44    | 16    | 16     | 193  |
| Alessandra | 9    | 145   | 323    | 53          | 85          | 62,4        | 0           | 0           |             | 39          | 73          | 53,4        | 45       | 45       | 31    | 13    | 0      | 151  |
| Owens      | 14   | 133   | 360    | 51          | 117         | 43,6        | 0           | 0           |             | 31          | 54          | 57,4        | 20       | 54       | 35    | 24    | 0      | 107  |
| Pasini     | 24   | 110   | 641    | 30          | 75          | 40,0        | 7           | 47          | 14,9        | 29          | 42          | 69,0        | 17       | 36       | 30    | 34    | 8      | 77   |
| Impastato  | 16   | 60    | 308    | 15          | 34          | 44,1        | 6           | 17          | 35,3        | 12          | 16          | 75,0        | 1        | 21       | 14    | 21    | 7      | 62   |
| Proffitt   | 11   | 58    | 294    | 24          | 72          | 33,3        | 0           | 1           | 0,0         | 10          | 15          | 66,7        | 6        | 21       | 20    | 11    | 1      | 23   |
| Maglia     | 10   | 9     | 62     | 0           | 6           | 0,0         | 2           | 7           | 28,6        | 3           | 4           | 75,0        | 0        | 5        | 5     | 4     | 1      | 2    |
| Magazzù    | 2    | 1     | 3      |             | 0           |             | 0           | 0           |             | 1           | 2           | 50,0        | 0        | 0        | 1     | 3     | 1      | 3    |
| Bernava    | 0    | 0     | 0      |             | 0           |             | 0           | 0           |             | 0           | 0           |             | 1        | 0        | 2     | 8     | 0      | 7    |